# 近攝鏡

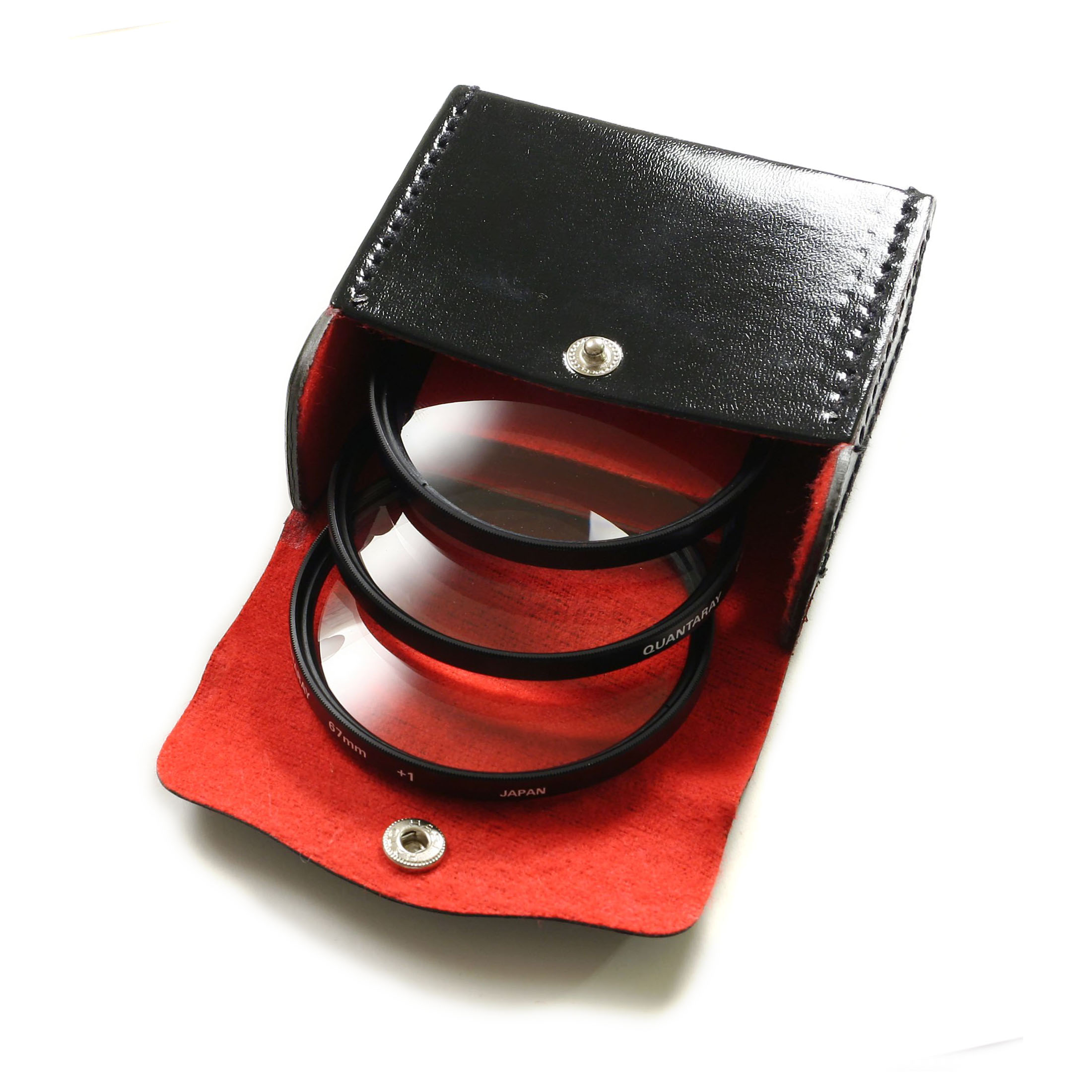
三組近攝鏡

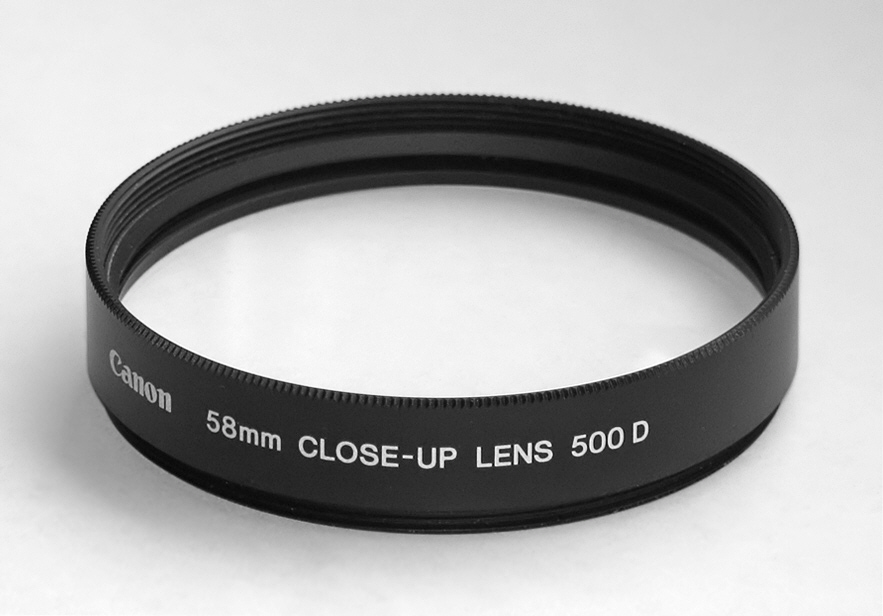
傳統的近攝鏡

近攝鏡（Close-up filter）是轉接鏡頭（secondary lens）的一種，他不能單獨接在相機上使用，但可以安装在普通镜头前实现微距拍攝，而無需使用專門的微距鏡頭。近摄镜安装后，可將镜头的放大比例增大，讓相機的最近對焦距離得以縮短，得到放大比例的成像。
简单的近摄镜可能仅有单片凸透镜，会造成像差；较为复杂的近摄镜可能带有雙合透鏡结构以获得出色的成像。

## 外部連結
- DIY Close Up Filter